# Dio fluviale (Pierino da Vinci)
Il Dio fluviale, anche noto come Giovane fiume con tre putti, è una scultura in marmo realizzata nel 1548 da Pierino da Vinci, nipote di Leonardo da Vinci. Attualmente è conservata presso il Museo del Louvre di Parigi.

## Storia
In passato la statua fu attribuita ad altri scultori, tra cui Michelangelo e Gian Lorenzo Bernini, ma nel 1928 - grazie a una descrizione dell'opera di Giorgio Vasari - fu identificata con certezza come opera di Pierino. Secondo il Vasari fu commissionata da Luca Martini, membro della corte dei Medici e dal 1550 anche Provveditore dell'Ufficio delle Galee e dell'Ufficio dei fiumi e fossi di Pisa. Successivamente Martini presentò il Dio fluviale a Eleonora di Toledo, moglie di Cosimo I de' Medici; la duchessa consorte, a sua volta, lo donò al fratello García Álvarez de Toledo y Osorio, che collocò la statua a Napoli, nel giardino della sua villa a Chiaia. Nella stessa città, fu quindi esposto al palazzo dei duchi Del Balzo. In seguito, fu acquistato dal barone Basile de Schlichting, émigré russo residente a Parigi; alla sua morte, nell'agosto del 1914, dispose che la sua collezione - e quindi anche il Fiume - fosse donata al Louvre.

## Descrizione
L'opera raffigura una divinità fluviale nelle sembianze di un giovane ragazzo, accompagnata da tre putti sorridenti che sollevano un vaso. Pierino, scultore dalla sensibilità rara, aveva una percezione raffinata e voluttuosa delle possibilità che il marmo gli donava, e il Dio fluviale ne è una evidente dimostrazione. Le affinità di questa figura dal fascino elegante si riscontrano non tanto con le opere di Baccio Bandinelli, nella cui bottega si formò, né con quelle di Benvenuto Cellini, che pure gravitava intorno a Luca Martini. Il legame è invece evidente con il David-Apollo di Michelangelo, sebbene il Pierino abbia connotato la sua opera con un aspetto più aggraziato e femmineo.

## Galleria d'immagini

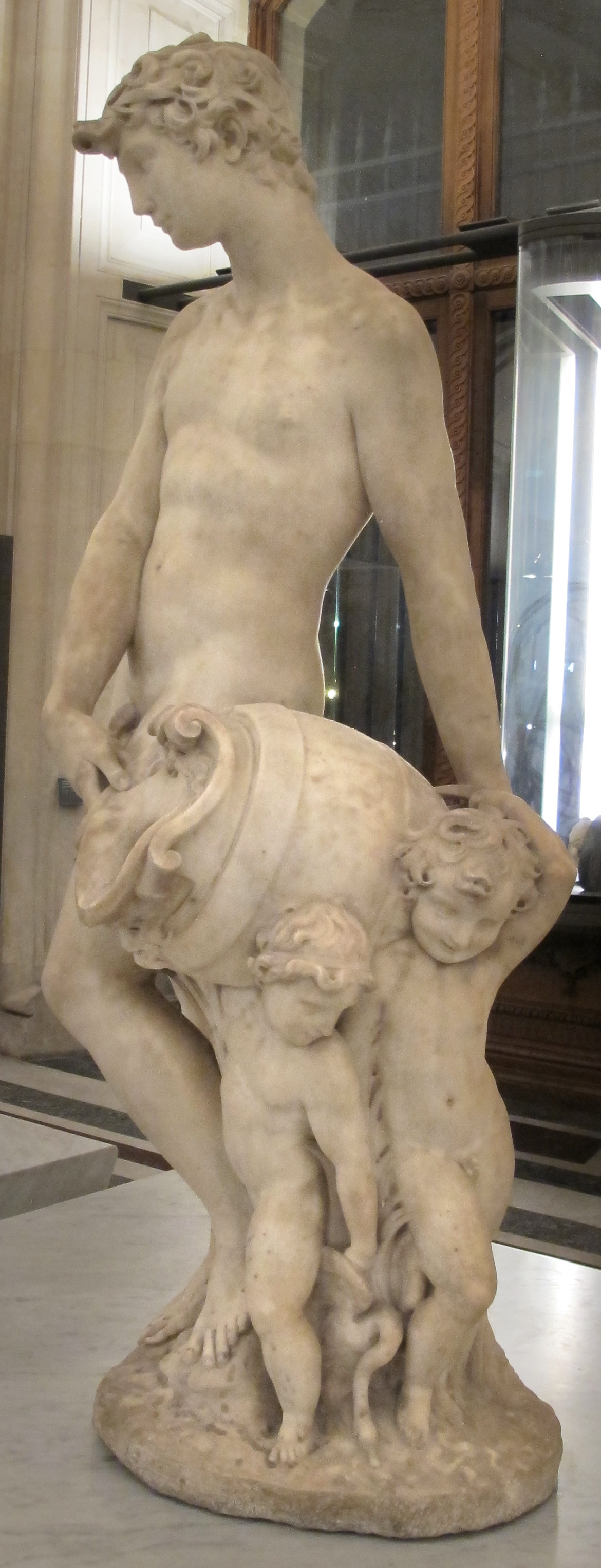
Veduta laterale.
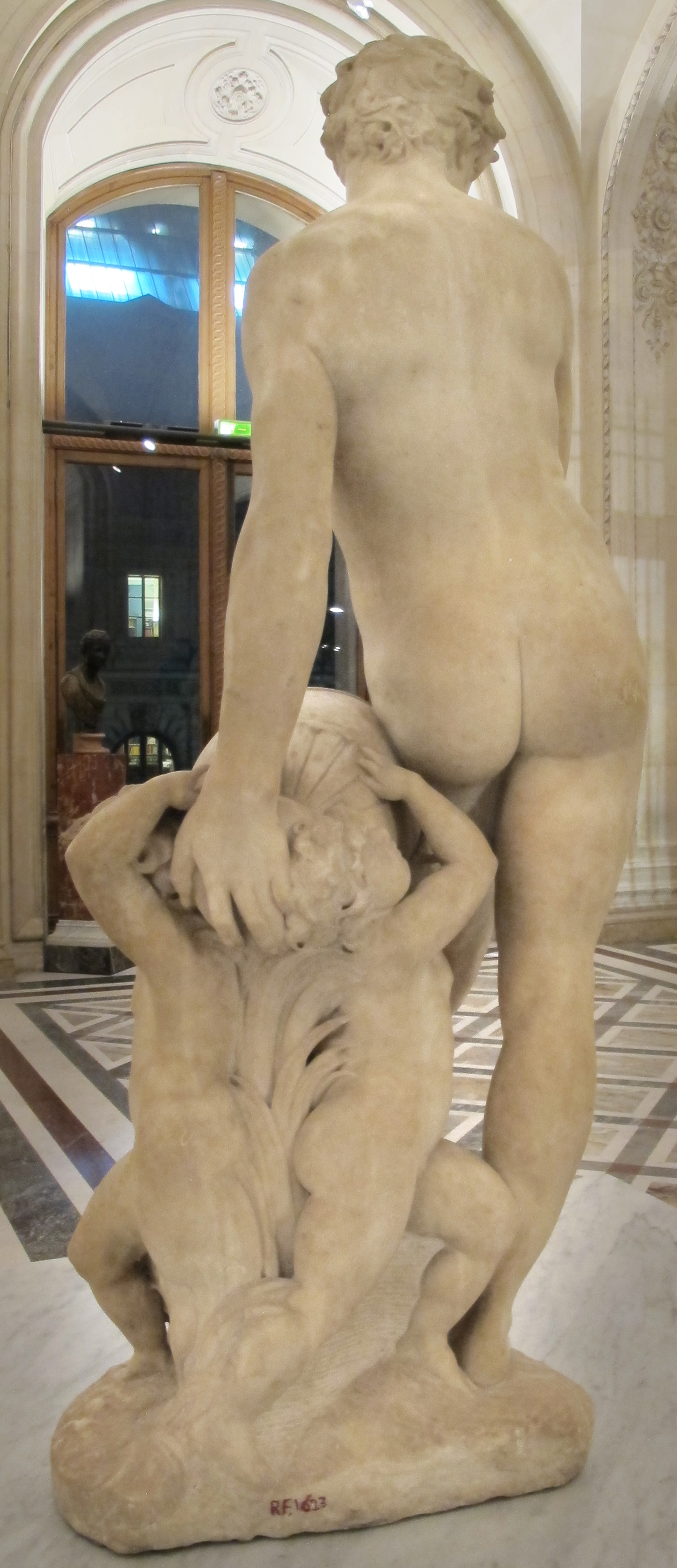
Veduta dal retro.